# Arkivi Qendror i Ushtrisë
Arkivi Qendror i Ushtrisë är Albaniens militära centralarkiv och är en del av landets nationalarkiv. Det bevarar material såsom ljudfiler, filmklipp, fotografier och textdokument, som skapades sedan grundandet av Albaniens försvarsmakt år 1912. Arkivi Qendror i Ushtrisë grundades efter ett regeringsbeslut den 21 mars 1964.